# Bēl-ušezib
Bēl-ušezib war ein babylonischer Gelehrter am Hof des Sîn-aḫḫe-eriba und des Aššur-aḫḫe-iddina. Seine hohe Stellung kam unter anderem dadurch zustande, dass er Aššur-aḫḫe-iddina seine Thronbesteigung prophezeit hatte. Er engagierte sich besonders in der assyrischen Politik und seine Memoranda gehören zu den wichtigsten Quellen für das Verständnis des Feldzugs Aššur-aḫḫe-iddinas gegen die Mannäer im Jahr 675 v. Chr.